# 第十八集团军北垛兵站旧址
第十八集团军北垛兵站旧址位于中国山西省运城市垣曲县历山镇近圣村北垛自然村。

## 保护
2021年8月4日，第十八集团军北垛兵站旧址公布为第六批山西省文物保护单位，近现代重要史迹及代表性建筑类，年代为1939年，编号6-360。	